# Apple Park
Apple Park, anomenat Apple Campus 2 durant la construcció, és un edifici en forma de donut de Cupertino (Califòrnia) ideat per Steve Jobs i construït per ser la seu principal de l'empresa Apple. Ocupa 2,8 milions de metres quadrats i era previst que costi uns 5.000 milions de dòlars. A principi del 2017 era previst que s'hi desplacin 14.200 treballadors de l'empresa.